# Bộ thu ảnh đồng nhất nanophotonic
Các bộ thu ảnh đồng nhất Nanophotonic (NCI) là các cảm biến hình ảnh xác định cả diện mạo và khoảng cách của một cảnh chụp tại mỗi điểm ảnh. Nó sử dụng một loạt các LIDAR (quét các chùm laser) để thu thập thông tin này về kích thước và khoảng cách, sử dụng một khái niệm quang học được gọi là sự kết hợp (trong đó các sóng của cùng một tần số được căn chỉnh hoàn hảo.)
NCI có thể chụp hình ảnh 3D của đối tượng với độ chính xác đủ để cho phép tạo bản sao có độ phân giải cao bằng công nghệ in 3D.
Việc phát hiện cả cường độ và độ trễ tương đối cho phép các ứng dụng như hình ảnh phản chiếu và truyền hình 3D có độ phân giải cao cũng như hình ảnh tương phản có chỉ mục.

## Nguyên mẫu
Một NCI sử dụng lưới 4 × 4 pixel của 16  bộ ghép nối nhiễu xạ hoạt động dựa trên sơ đồ biến đổi tần số sóng liên tục được điều chỉnh theo tần số miền (FMCW), trong đó các phép đo miền thời gian đồng thời cả thời gian và lần qua điểm 0 của mỗi đầu ra điện của chip nanophotonic cho phép NCI vượt qua giới hạn độ phân giải của phát hiện miền tần số. Mỗi điểm ảnh trên chip là một giao thoa kế độc lập phát hiện pha và tần số của tín hiệu ngoài cường độ. Mỗi điểm ảnh LIDAR chỉ trải rộng vài trăm micron sao cho diện tích phù hợp với diện tích 300 micron vuông.
Nguyên mẫu đạt độ phân giải sâu 15μm và độ phân giải ngang 50μm (giới hạn bởi khoảng cách pixel) ở phạm vi tối đa 0,5 mét. Nó có khả năng phát hiện tương phản chỉ số khúc xạ tương đương 1% ở độ dày 1mm.